# شمخال (عنوان)

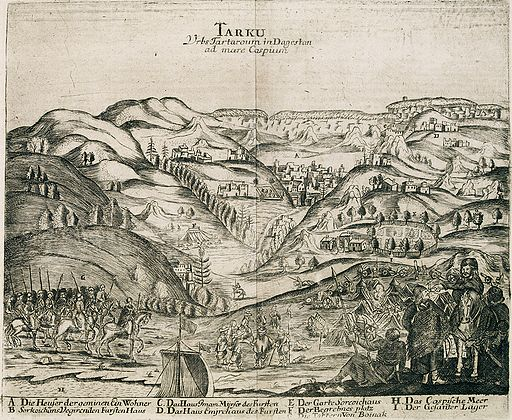
تصویری از شمخالات ترخو مربوط به قرن هفدهم (اثر Adam Olearius's)

شمخال یا شاوهال (Shamkhal, or Shawhal) عنوان فرمانروایان قوم قموق در داغستان و شمال‌شرقی قفقاز طی قرون ۸ الی ۱۹ است. از قرن ۱۶ پایتخت آن، شهر تَرْخو بوده‌است و دولت آن با عنوان شمخال‌نشین ترخو شناخته می‌شد.